# Ашрауи, Ханан
Ханан Дауд Михаил Ашрауи (араб. حنان داوود مخايل عشراوي‎;
род. 8 октября 1946, Наблус, подмандатная Палестина) — палестинская правозащитница, государственный деятель и деятель образования. Член Политического комитета Первой интифады, спикер палестинской делегации на Мадридской мирной конференции 1991 года, депутат Палестинского законодательного совета от Иерусалима с 1996 года, в 1996—1998 годах министр науки и высшего образования в правительстве Палестинской национальной администрации, позже министр информации Лиги арабских государств, член Независимой международной комиссии по Косово. Основательница ряда правозащитных организаций, лауреат премии Улофа Пальме (2002) и Сиднейской премии мира (2003). В 1986—1990 годах декан факультета гуманитарных наук Бирзейтского университета, заведующая кафедрой международных исследований в Белойтском колледже (США).

## Биография
Ханан Михаил родилась в 1946 году в подмандатной Палестине в городе Наблусе (по другим источникам, в Рамалле) в христианской арабской семье. Её отец, Дауд Михаил, был преуспевающим медиком и участником националистического движения, впоследствии — одним из основателей Организации освобождения Палестины. Ханан была пятой, младшей дочерью Дауда и медсестры Вадии Ассад-Михаил. Во время Арабо-израильской войны 1948—1949 годов семья бежала в Амман, а когда западная часть Палестины стала частью Иордании, осела в Рамалле.
В Рамалле Ханан Михаил посещала квакерскую школу для девочек, а по окончании школьного образования поступила в Американский университет Бейрута, где получила первую степень по английской литературе. В Бейруте она присоединилась ко Всебщему союзу палестинских студентов. В результате Шестидневной войны 1967 года и установления израильского контроля над Западным берегом реки Иордан Михаил оказалась лишена возможности вернуться домой, так как попадала под израильский закон об отсутствующих лицах. В это время она заняла пост спикера Всеобщего союза палестинских студентов.
В 1970 году Михаил получила магистерскую степень по литературе Возрождения. Поскольку Израиль всё ещё отказывал ей во въездной визе, она отправилась в США, где поступила в Виргинский университет. Там она изучала средневековую литературу и сравнительное литературоведение, получив степень доктора философии. Наконец, в 1973 году Михаил вместе с другими палестинцами, получившими разрешение на въезд в рамках воссоединения семей, вернулась в Рамаллу. После этого она основала в Бирзейтском англиканском колледже (впоследствии Бирзейтский университет) кафедру английского языка и литературы, которую возглавляла с 1973 по 1978 и вторично с 1981 по 1984 год. В эти годы она также вела деятельность по защите семейных прав арабских женщин. В 1975 году вышла замуж за фотографа и кинематографиста Эмиля Ашрауи. В следующие шесть лет у них родились две дочери — Амаль и Зейна. После погрома, устроенного в 1982 году в лагерях палестинских беженцев в Ливане, Ханан Ашрауи стала активнее выступать за права палестинцев в целом и за создание независимого палестинского государства в частности.
В 1986 году Ханан Ашрауи стала деканом факультета гуманитарных наук Бирзейтского университета и занимала этот пост до 1990 года. В ответ на периодические закрытия университета израильскими властями она основала Комитет юридической помощи Бирзейтского университета и проект защиты гражданских прав, а в 1988 году, после начала палестинской интифады, присоединилась к её Политическому совету. С начала 1990-х годов Ашрауи была официальным спикером палестинских делегаций на мирных конференциях по Ближнему Востоку. По решению Ясира Арафата она вошла в состав палестинской делегации на Мадридской конференции 1991 года. Когда Израиль потребовал исключения из делегации всех политиков, связанных с ООП, Ашрауи возглавила акции протеста, добившись восстановления в составе делегации.
Когда в 1993 году были заключены соглашения Осло и руководство ООП вернулось на Западный берег, позиция Ашрауи — христианки и феминистки — как его спикера перестала устраивать многих мусульман. Ашрауи сложила с себя обязанности спикера и создала Палестинскую независимую комиссию по правам человека (англ. Palestinian Independent Commission for Citizens’ Rights, PICCR), курируемую Палестинской национальной администрацией. Она возглавляла эту организацию до 1996 года. В 1995 году вышла её автобиография «По эту сторону мира» (англ. This Side of Peace: A Personal Account). Когда в 1996 году прошли выборы в Палестинский законодательный совет, Ашрауи была избрана в него как независимый депутат от Иерусалима. С 1996 по 1998 год она также входила в правительственный кабинет Ясира Арафата как министр высшего образования и науки, однако усиление личной власти Арафата и углубление политической коррупции в структурах ПНА заставили её уйти в отставку.
В 1998 году Ашрауи основала организацию МИФТАХ («Палестинская инициатива за продвижение глобального диалога и демократии»), штаб-квартира которой располагается в Иерусалиме. В рамках деятельности этой организации она подвергала критике как Израиль за невыполнение условий соглашений Осло, так и руководство ПНА за нарушения гражданских прав. После начала интифады Аль-Аксы она приняла в этих выступлениях активное участие и в марте 2001 года повредила ногу в результате взрыва израильской светошумовой гранаты. Позже в том же году Ашрауи заняла пост министра информации и общественной политики Лиги арабских государств. Её правозащитная деятельность распространялась за пределы Палестины и арабского мира в целом: Ашрауи была членом Независимой международной комиссии по Косово и консультативных групп Совета по международным отношениям, Научно-исследовательского института социального развития ООН, департамента Всемирного банка по Ближнему Востоку и Северной Африке и Международного совета по правам человека. Она также возглавляла Вайсберговскую кафедру международных исследований в Белойтском колледже (США). В 2006 году вторично избрана в Палестинский законодательный совет, на сей раз от блока «Третий путь», который она с Салямом Фаядом основала как альтернативу двум ведущим палестинским силам.

## Награды и звания
Ханан Ашрауи — лауреат премии Улофа Пальме (2002), Сиднейской премии мира (2003) и Международной премии мира и примирения имени Махатмы Ганди (2005).